# Synapseudes cystosirae
Synapseudes cystosirae är en kräftdjursart som beskrevs av Amar och Cazaubon 1978. Synapseudes cystosirae ingår i släktet Synapseudes och familjen Metapseudidae. Inga underarter finns listade i Catalogue of Life.